# BOY
BOY is een Zwitsers-Duits popduo, dat werd opgericht in 2007 door Valeska Steiner en Sonja Glass.
De groep staat bekend om zijn lichtvoetige popsongs, die doen denken aan Leslie Feist.

## Biografie
Valeska Steiner en Sonja Glass ontmoetten elkaar in 2005 op Hochschule für Musik und Theater Hamburg. De band zelf werd pas gesticht in 2007.
Na een reeks liveoptredens kwamen ze uiteindelijk terecht bij het Grönland Records label, waar ze in 2011 hun debuutalbum opnamen.
Tussen 2010 en 2012 ging BOY op tournee doorheen Europa en speelden ze onder andere in het voorprogramma van Katie Melua tijdens haar Secret Symphony tour. In 2013 treedt de band ook op in Canada en de Verenigde Staten.

## Discografie
- Hungry Beast [EP] (2010)[3]
- Mutual Friends (2011)
- We Were Here (2015)

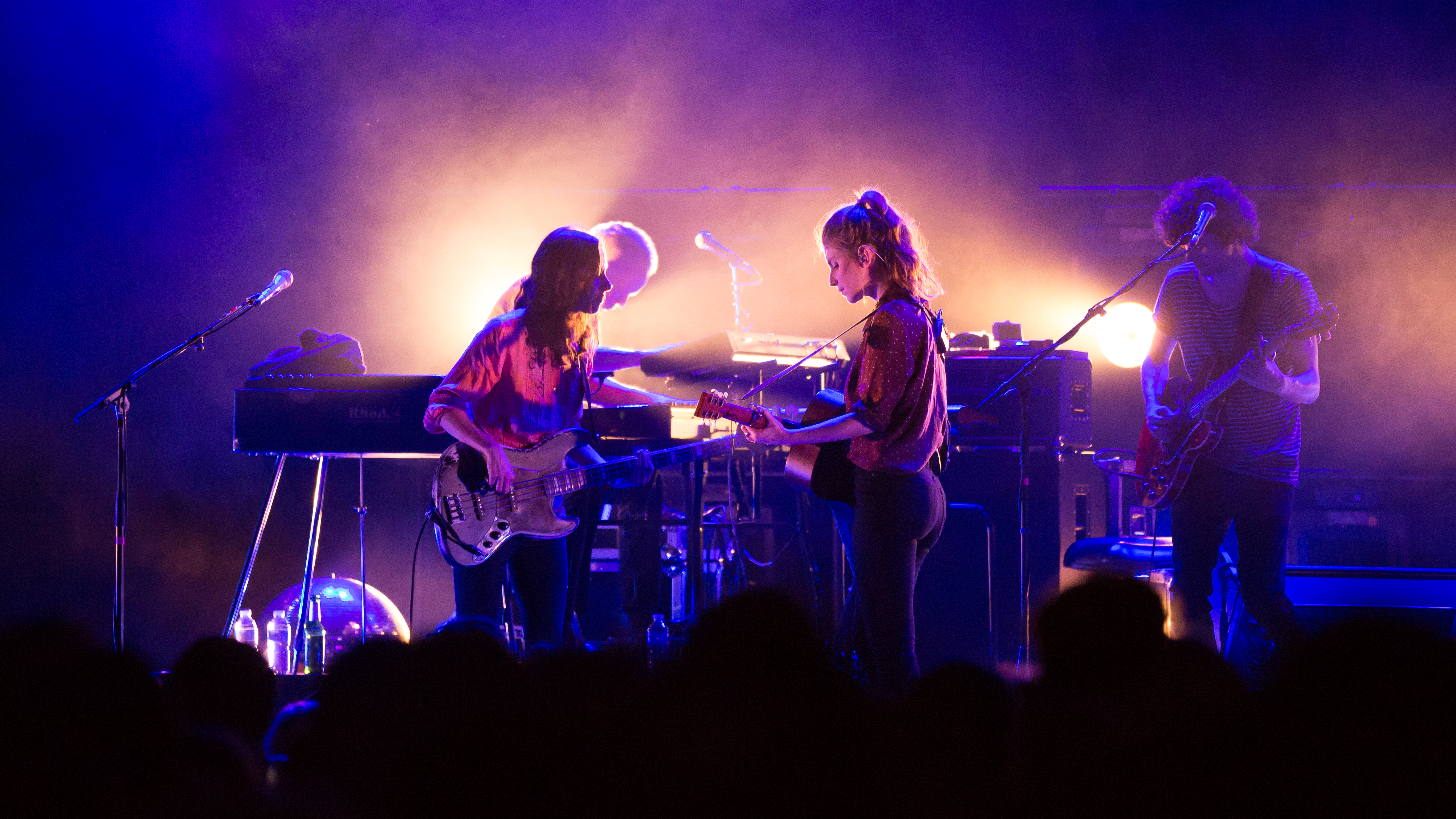
in Wiesbaden, 2016
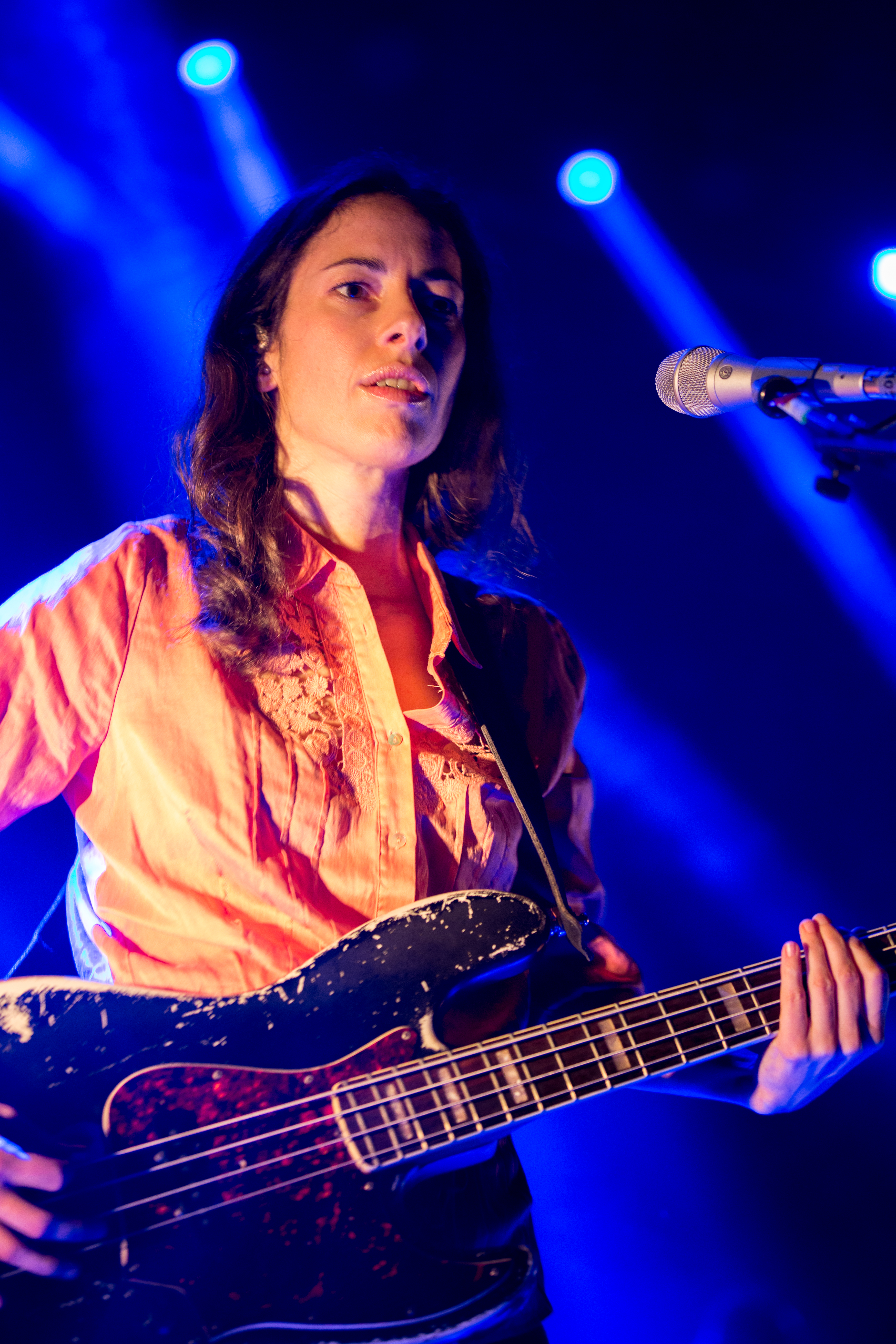
Sonja Glass
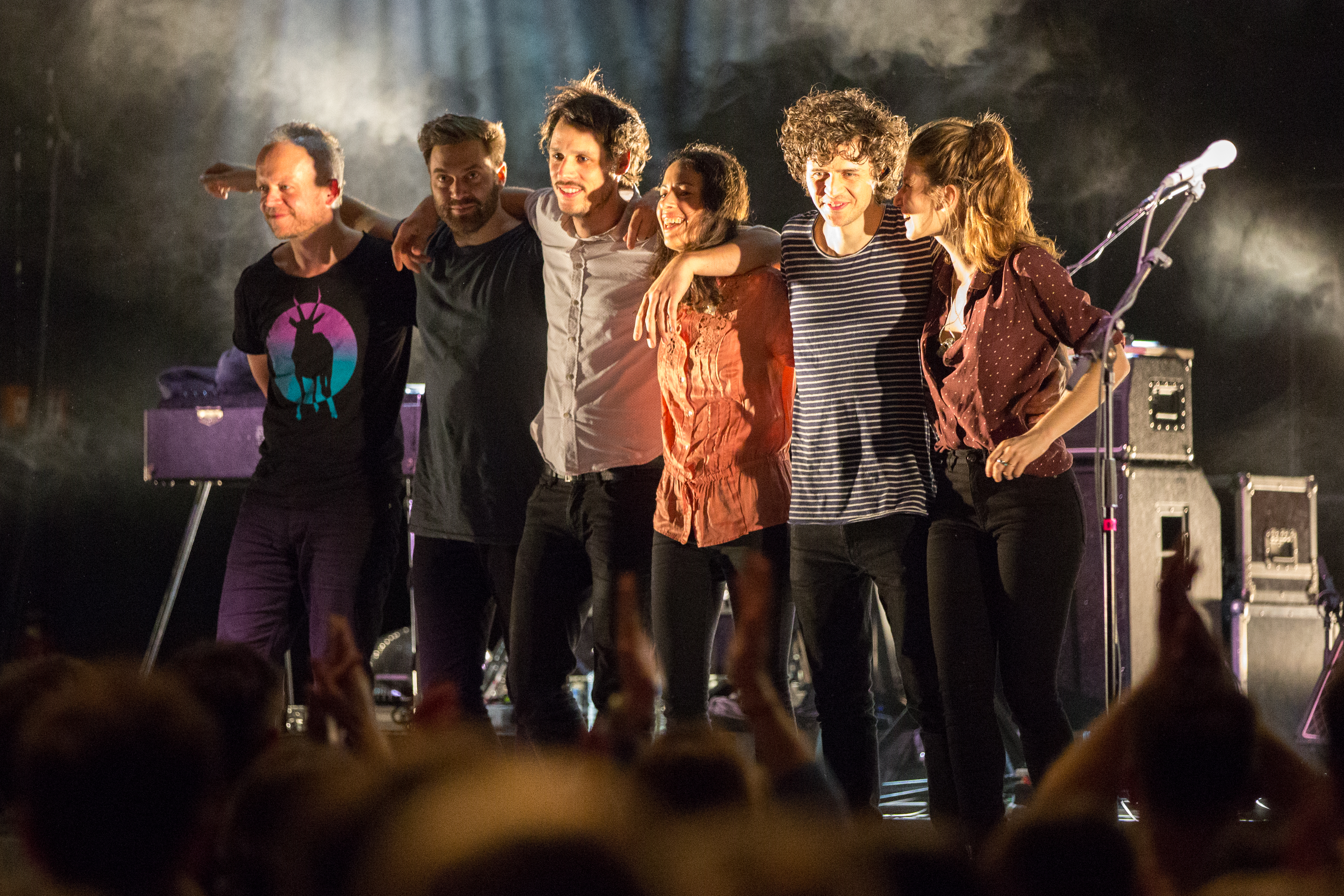
in Wiesbaden 2016
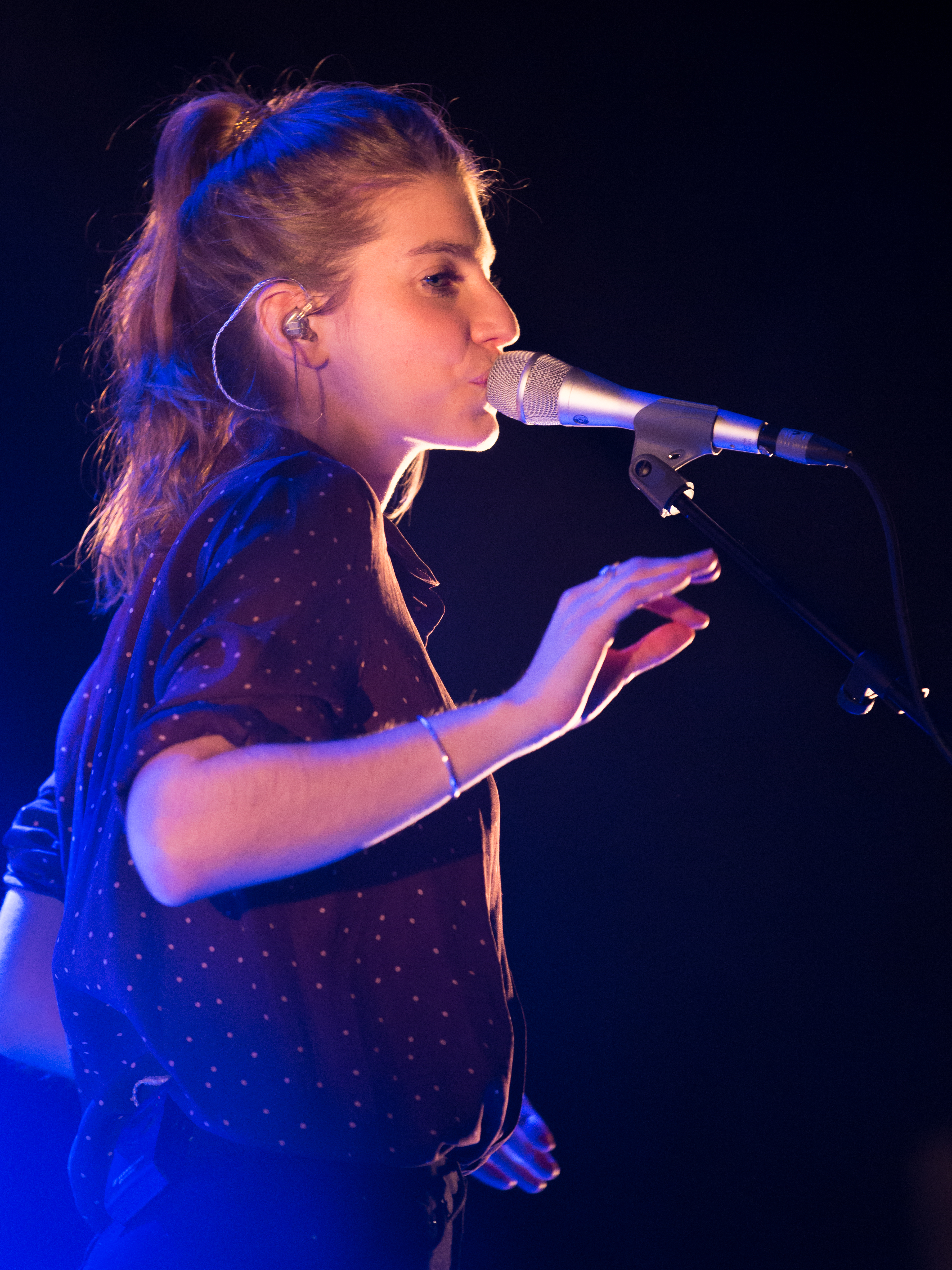
Valeska Steiner

## Varia
- Hun single "Little Numbers" werd gebruikt in het tweede seizoen van de televisieserie Switched at Birth, aflevering 3: Duel Between Two Women.

## Prijzen
- Der Hamburger Musikpreis in de categorie 'Hamburgs nieuwkomer van het jaar' (2011)[4]
- EBBA Award voor het album Mutual Friends (2012)[5]